# Anne Grete Preus

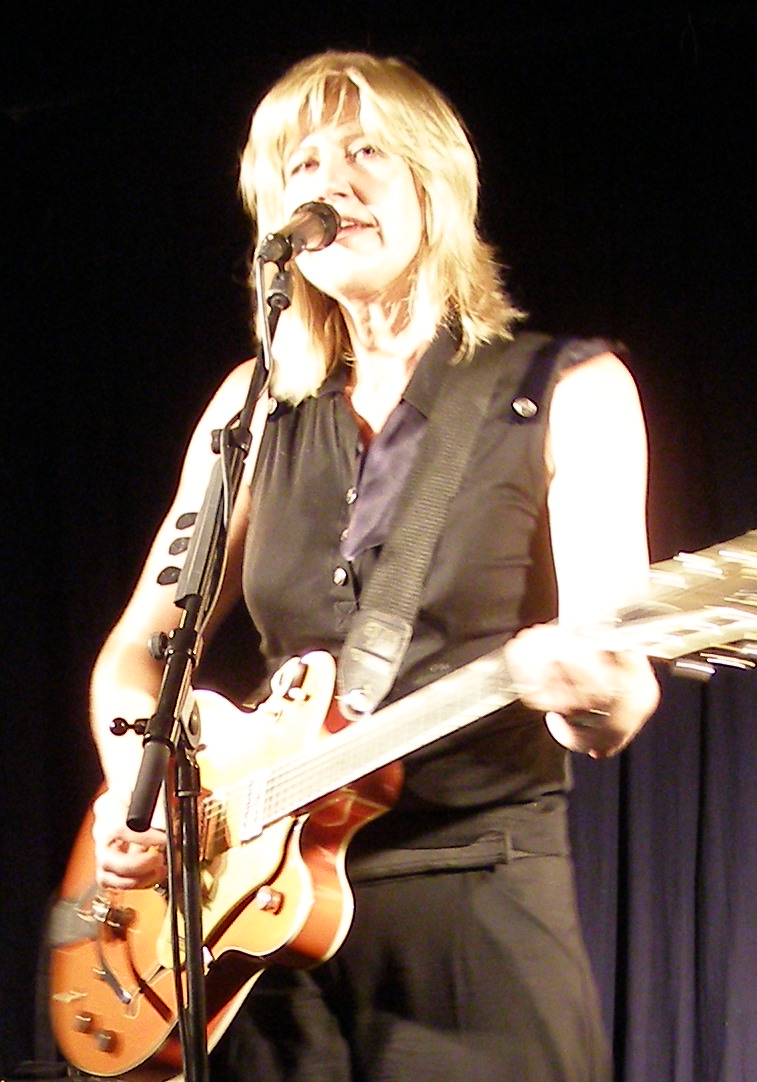
Anne Grete Preus, 2007

Anne Grete Preus (* 22. Mai 1957 in Haugesund; † 25. August 2019) war eine norwegische Sängerin und Songwriterin. Sie galt als eine zentrale Figur in der norwegischsprachigen Rockmusik.

## Leben
Preus wuchs in Haugesund und Skjetten auf. Im Alter von 15 Jahren gewann sie einen Talentwettbewerb. Als Folge ihres Sieges durfte sie ihr Lied Too Proud für einen Sampler einsingen. Im Jahr 1976 beendete sie ihre Schulzeit in Lillestrøm und Preus begann Psychologie und Soziologie an der Universität Oslo zu studieren, bevor sie hauptberufliche Musikerin wurde. In den Jahren von 1978 bis 1982 war sie Sängerin und Gitarristin der politisch linken Punkrockband Veslefrikk. Die Band veröffentlichte im Jahr 1978 ihr Debütalbum und trat unter anderem auch auf dem dänischen Roskilde-Festival auf. Später ging Preus in die Band Can Can über, mit der sie sich weiter im norwegischen Rockgenre etablieren konnte und zwei Alben veröffentlichte. Die Band wurde beim Musikpreis Spellemannprisen 1984 in der Kategorie „Rock“ ausgezeichnet. Auch diese Band löste sich schließlich auf und Preus veröffentlichte im Jahr 1988 ihr erstes Soloalbum, das den Titel Fullmåne trug. Das Album enthielt Lieder mit Texten des Schriftstellers Jens Bjørneboe, die Preus mit eigenen Melodien einsang.
Mit ihrem Album Millimeter konnte sie im Jahr 1994 drei Preise beim Spellemannprisen gewinnen. Bis auf ihr zweites Album aus dem Jahr 1989 schafften es alle ihrer Alben, sich in den norwegischen Musikcharts zu platzieren. Das Werk Vrimmel aus dem Jahr 1996 erreichte den ersten Platz. Im Jahr 2007 gab sie das Buch Sangbok heraus, das neben Musiknoten unter anderem auch Erzählungen aus ihrer Karriere enthielt. Einige Zeit später wurde bei Preus ein Nierentumor diagnostiziert, weshalb sie untere anderem die Veröffentlichung neuer Musik verschieben musste.
Im Jahr 2017 begann sie, an der Universität Agder im Bereich Songwriting zu unterrichten. Sie starb am 25. August 2019 im Alter von 62 Jahren, nachdem zuvor ihre Konzerte wegen einer Erkrankung verschoben werden mussten. Im Jahr 2023 veröffentlichten ihr zu Ehren mehrere Musiker unter der Leitung von Fay Wildhagen das Album Møtested – En hyllest til Anne Grete Preus, das auf den siebten Platz der Albumcharts einstieg.

## Stil
Die Lieder von Anne Grete Preus aus ihrer Zeit als Solokünstlerin galten als inhaltlich tief. Sie handelten unter anderem von Themen wie Einsamkeit und der Sehnsucht nach gesellschaftlichem Anschluss.

## Auszeichnungen
Spellemannprisen
- 1994: „Bestes Lied“ für Millimeter
- 1994: „Bestes Album“ für Millimeter
- 1994: „Beste Künstlerin“ für Millimeter
- 1996: Nominierung „Beste Künstlerin“ für Vrimmel
- 2009: Nominierung „Bester Songwriter“ für Neste alene
- 2013: „Ehrenpreis des Jahres“

Weitere Auszeichnungen
- 2007: Prøysenprisen
- 2008: Edvardprisen
- 2018: Anders Jahres Kulturpreis
- 2019: Bjørg-Vik-Preis

## Diskografie

### Alben
| Jahr | Titel                                      | Höchstplatzierung, Gesamtwochen, AuszeichnungChartsChartplatzierungen (Jahr, Titel, Platzierungen, Wochen, Auszeichnungen, Anmerkungen) | Anmerkungen                            |
| Jahr | Titel                                      | NO | Anmerkungen                            |
| ---- | ------------------------------------------ | --- | -------------------------------------- |
| 1988 | Fullmåne                                   | NO13 (5 Wo.)NO |                                        |
| 1989 | Lav sol! Høy himmel!                       | — |                                        |
| 1991 | Og høsten kommer tidsnok                   | NO10 (4 Wo.)NO |                                        |
| 1994 | Millimeter                                 | NO4 (19 Wo.)NO |                                        |
| 1996 | Vrimmel                                    | NO1 Platin · (21 Wo.)NO |                                        |
| 1997 | Mosaikk – 16 biter                         | NO11 Gold · (15 Wo.)NO |                                        |
| 2001 | Alfabet                                    | NO6 (6 Wo.)NO |                                        |
| 2004 | Når dagen roper                            | NO4 (7 Wo.)NO |                                        |
| 2007 | Om igjen for første gang                   | NO8 (5 Wo.)NO |                                        |
| 2009 | Nesten alene                               | NO17 (2 Wo.)NO | Erstveröffentlichung: 9. November 2009 |
| 2013 | Et sted å feste blikket                    | NO2 (6 Wo.)NO | Erstveröffentlichung: 26. August 2013  |
| 2023 | Møtested – en hyllest til Anne Grete Preus | NO7 (4 Wo.)NO | Erstveröffentlichung: 1. Dezember 2023 |

### Singles
| Jahr | Titel Album               | Höchstplatzierung, Gesamtwochen, AuszeichnungChartsChartplatzierungen (Jahr, Titel, Album, Platzierungen, Wochen, Auszeichnungen, Anmerkungen) | Anmerkungen |
| Jahr | Titel Album               | NO | Anmerkungen |
| ---- | ------------------------- | --- | ----------- |
| 1998 | Når Himmelen Faller Ned – | NO14 (… Wo.)NO |             |